# Manufacture de Vincennes
 (avril 2016).

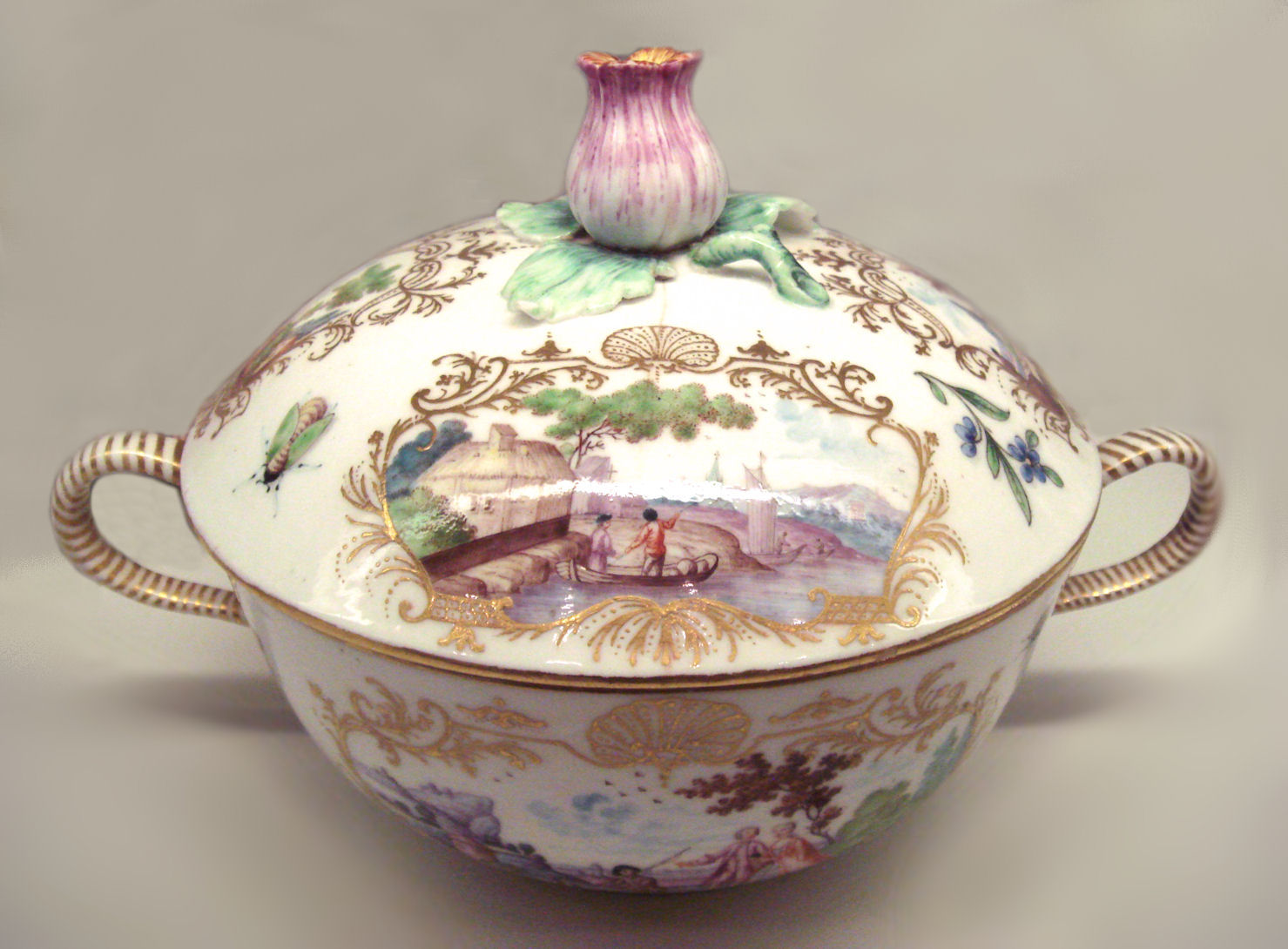
Soupière en porcelaine tendre de Vincennes (1749-1750), Paris, musée des arts décoratifs.

La manufacture de Vincennes est une manufacture de porcelaine tendre créée en 1740 dans l'enceinte du château de Vincennes, qui est transférée en 1756 à Sèvres pour constituer la manufacture de Sèvres.

## Historique

### Le contexte
En 1709, Johann Friedrich Böttger reçoit de Tschirnhaus la formule de la porcelaine à pâte dure et découvre par hasard un gisement de kaolin en Saxe. Il est le premier à fonder une manufacture de porcelaine dure hors de Chine : la manufacture royale de Meissen. Sa grande découverte est la cuisson des couleurs au « petit feu », et la mise au point en 1720 d'un mordant universel que l'on mélange à la couleur pour qu'elle fonde sur l'émail. Il en découle une nouvelle gamme de coloris utilisables sur les fonds qui amplifie la notoriété des porcelaines de Saxe. Pressés par cette concurrence, les manufactures françaises redoublent d'efforts pour produire, en porcelaine tendre, des pièces aussi riches que les nouvelles porcelaines dures.[réf. nécessaire]

### Les origines

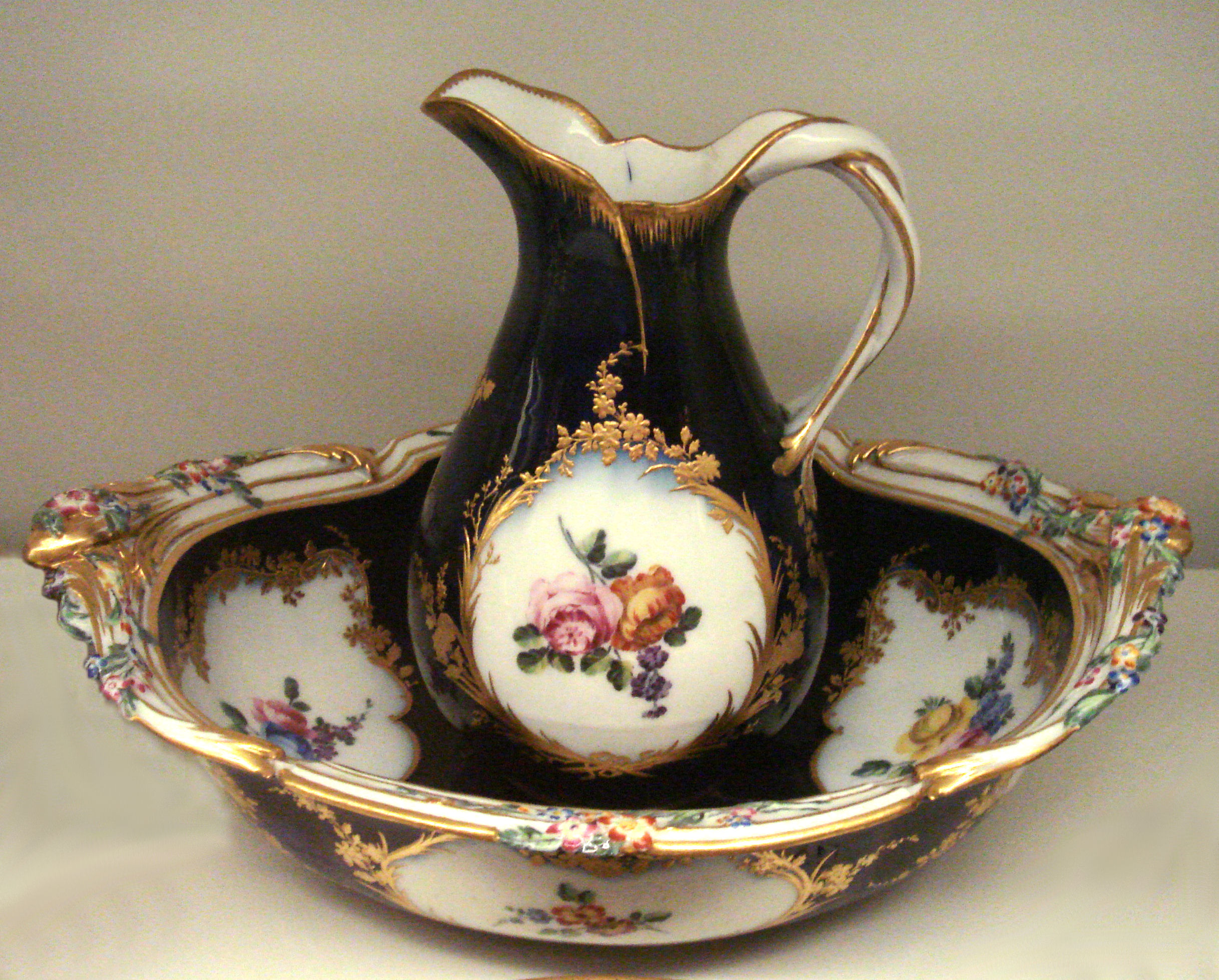
Broc, dit broc Roussel, et son bassin en porcelaine tendre de Vincennes (1753), Paris, musée des arts décoratifs.

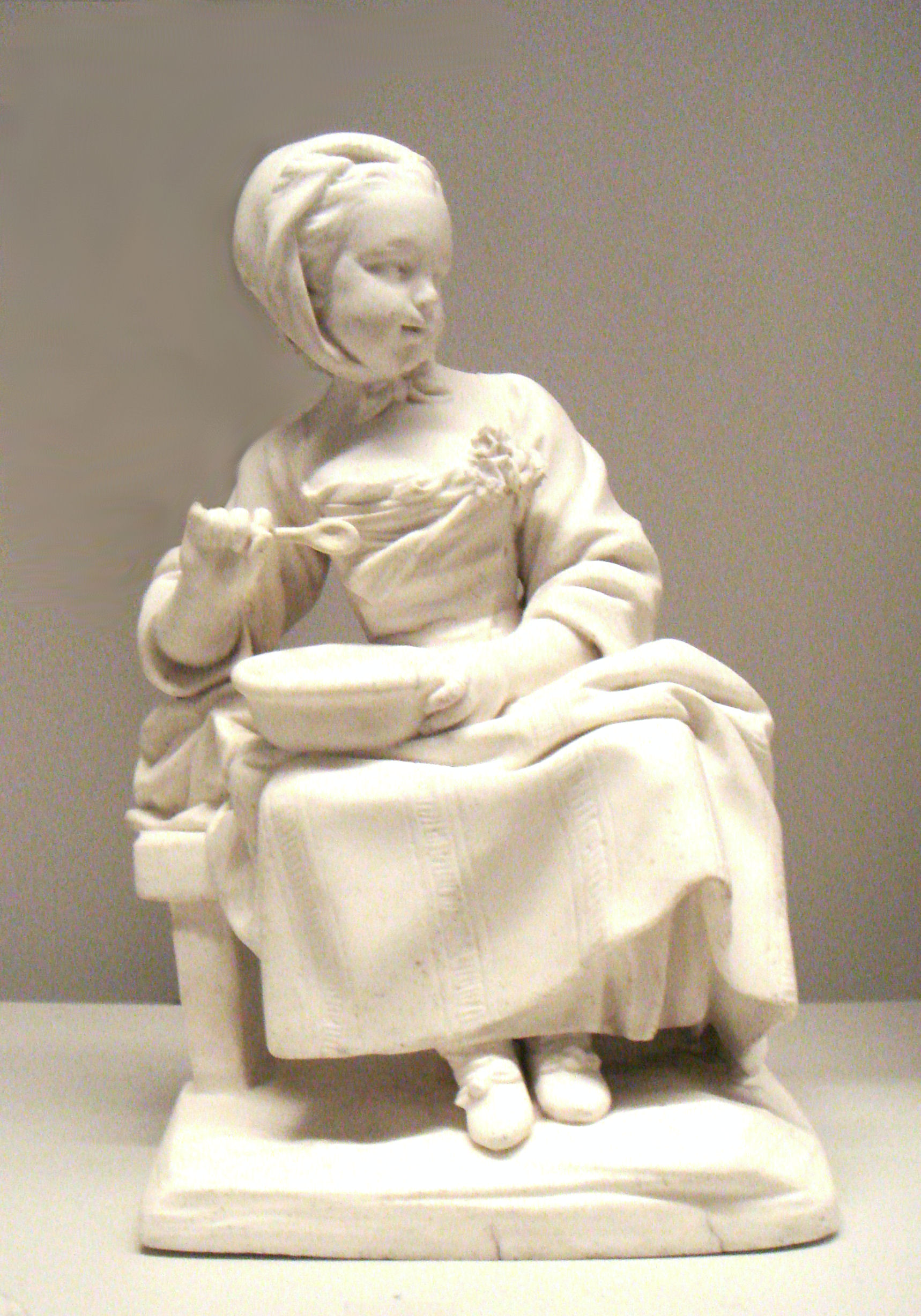
Claude ou Charles-Louis Suzanne, La Mangeuse de bouillie (1755), biscuit en porcelaine tendre de Vincennes, Paris, musée des arts décoratifs.

Jean-Louis Henri Orry de Fulvy (1703-1751), d'une famille originaire de Rouen, entreprend des recherches pour fabriquer de la porcelaine avec l'ambition de concurrencer les productions de Meissen. Il installe la manufacture au château de Vincennes en 1740, selon certains dans les anciennes cuisines du pavillon de la Reine, côté cour de la surintendance ; selon Lechevallier-Chevignard, dans les tours du Roi et du Diable. Les réparations et l'entretien des bâtiments incombent aux locataires. Les frères Robert et Gilles Dubois, venant de la manufacture de porcelaine de Chantilly, apportent les secrets de fabrication en venant travailler à Vincennes mais les résultats ne sont pas à hauteur des espérances.

Les premiers dirigeants sont les frères Gilles et Robert Dubois. Ils sont rejoints par Adrien Pierre Mignon, riche marchand de bois qui apporte 3 000 livres, et Edmé Serrurier, ainsi que Claude Humbert Gérin qui a mis au point la pâte tendre de Vincennes par apport d'alun dans la pâte (terre blanche façon d'Angleterre) sans toutefois en retirer un bénéfice. Louis François Gravant lui vole son secret et se fait largement payer pour fournir la pâte à la manufacture. Payé par la manufacture jusqu'en mars 1742, Gérin propose à Edmé Serrurier d'héberger dans ses ateliers la fabrication de sa terre blanche. L'association se fait en septembre 1743 avec privilège de dix ans sur dix lieues autour de Paris et la permission de vendre dans tout le royaume ; c'est la création de la manufacture de Pont-aux-Choux. Les frères Dubois travaillent dès 1742 rue de la Roquette à Paris. En 1746, Serrurier et Mignon restent seuls à la tête de l'entreprise. En 1745, il y a deux cent cinquante ouvriers supervisés par Gérin pendant un peu plus de deux ans. Il réintègre Vincennes en 1746, car sans lui la pâte est grise ; il fait des interventions sur le four et améliore les cuissons. La manufacture a le monopole de la décoration à l'or depuis 1745, et acquiert une grande maîtrise dans ce domaine.[réf. nécessaire]
Cette pâte à porcelaine tendre est obtenue par l'adjonction d'une « fritte », mélange de sable siliceux ou de feldspathique et de soude permettant la vitrification de la pâte après cuisson, cette composition de marne calcaire et de silice de potasse[pas clair]. La porcelaine tendre est obtenue par moulage, la cuisson en est difficile, le retrait étant important. Le décor est posé après la cuisson du vernis plombifère de la même façon que pour une faïence fine.[réf. nécessaire]
En cinq ans, les frères Dubois ont perdu 60 000 livres et la production n'est pas rentable. Parent, un ouvrier de la manufacture qui a réalisé quelques expériences, présente à Orry des échantillons d'une porcelaine tendre de belle qualité et lui propose de lui vendre le secret de fabrication. Orry accepte l'offre et congédie les frères Dubois, qui partent pour la manufacture de Valenciennes. Avec huit commanditaires, il crée une compagnie, garantie par privilège royal délivré à Charles Adam, pour exploiter le procédé de Parent pendant une durée de vingt ans. Orry obtient en juillet 1745 le privilège royal exclusif de faire « une porcelaine façon de Saxe, peinte et dorée à figures humaines »[réf. nécessaire].
Parmi les actionnaires de la première heure, on peut mentionner Philibert de Parseval, propriétaire de deux actions, qui donne avant tous les autres actionnaires son nom à une forme en 1748. De sa création en 1748 à 1756, cent vingt cinq vases Parseval sont vendus en trois grandeurs : la première en couleur lapis et paysages dès octobre 1752 ; la deuxième, à décor de fleurs, vers décembre 1753 ; la troisième à partir de 1754.[réf. nécessaire] Un autre fermier général, Jacques-Jérémie Roussel de la Celle, donne lui aussi son nom à une forme : le broc Roussel, aiguière pour la toilette généralement accompagnée d'une cuvette assortie.
Si Charles Adam n'a pas des qualités d'administrateur, il est débordant d'activité et d'initiative. Les porcelaines produites en Angleterre étant plus belles que celles de Saxe, il s'ensuit que des sommes considérables quittent le pays pour l'acquisition de cette production. Pour faire face à cette fuite de capitaux, Adam demande et obtient l'extension de la manufacture.[réf. nécessaire] On lui octroie le manège couvert de la grande cour et les bâtiments de l'ancienne ménagerie de Bel-Air restés inoccupés après le départ de celle-ci pour le jardin des Plantes. Les ouvriers sont logés dans les bâtiments de l'ancienne verrerie de Vincennes.
Afin de prévenir toutes fuites des procédés de fabrication auxquels les ouvriers sont initiés, le parlement, dans un arrêt du 24 juillet et du 19 août 1747, édicte des peines sévères pour ceux qui quitteraient la manufacture. L'ensemble du personnel est alors soumis à une surveillance incessante. Il est impossible de prendre un jour de congé sans permission, sous peine d'amende ou de prison.[réf. nécessaire] Pour la violation du secret, l'amende peut atteindre 1 000 livres et, en cas de non payement, une peine de trois ans de prison frappe le fautif, peine afflictive en cas de récidive. En 1752, deux transfuges passent à Sceaux ; ils sont repris, emprisonnés, puis réintégrés à Vincennes.[réf. nécessaire]
Le 6 août 1748, un arrêt du parlement vient confirmer le privilège d'Adam, qui rivalise alors avec les autres porcelaines de Saxe et d'Angleterre. Ce succès n'apporte pourtant pas la réussite financière escomptée.[réf. nécessaire]

### La fleurisserie

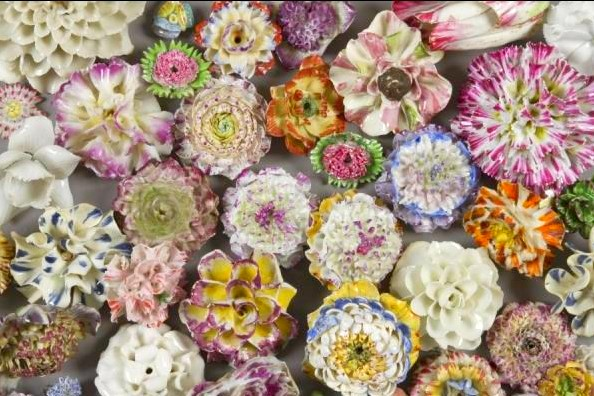
Fleurs en porcelaine de Vincennes (XVIIIe siècle s.), Paris. musée des arts décoratifs

En 1748 est créée une « fleurisserie » composée d'une vingtaine de jeunes filles, sous l'autorité de Madame Gravant. Cette activité prend fin en 1753, date à laquelle l'enceinte de la manufacture est interdite aux femmes. La production est de plus de mille pièces dans le deuxième semestre de 1748. Elles continuent à travailler pour la manufacture, mais à domicile, apportant et reprenant l'ouvrage tous les jours. Les marchands merciers montent ces fleurs sur des tiges de métal pourvues de feuilles, en font des bouquets ou les incorporent dans des objets décoratifs. Cette spécialité aurait coûté à Louis XV un montant de 800 000 livres de fleurs offertes à Madame de Pompadour.[réf. nécessaire]

### Amélioration des techniques, diversification des couleurs et des formes
Madame de Pompadour est aussi une des premières à s'intéresser à la fabrique.[réf. nécessaire]
En 1748, Gérin crée le premier « four tunnel » qui consiste à faire avancer dans un tunnel la céramique qui chauffe donc petit à petit et rencontre au centre une zone plus chaude, puis de la même façon refroidit progressivement en avançant à l'autre extrémité.[réf. nécessaire]
La manufacture perfectionne son travail de l'or en concluant un contrat avec le moine Hippolyte le Faure, lui donnant le secret de la préparation d'un mordant, des secrets d'application et de la manière de le brunir.[réf. nécessaire]
La technique du biscuit, attribuée au peintre Jean-Jacques Bachelier dès 1749, consiste à faire une seule cuisson, sans glaçure ni émail. Ceci permet la réalisation de copies de statues. Le jaune est la première couleur à servir de fond dès 1749. Cette couleur est boudée par la clientèle de l'époque et seulement vingt neuf pièces sont réalisées dans cette teinte, sur les six mille cinq cents pièces de la production de 1754.[réf. nécessaire]
L'arrivée en 1748 de l'orfèvre Jean-Claude Duplessis introduit de nouvelles formes, ainsi que des personnages inspirés de l'œuvre de François Boucher. Philippe Xhrouet intègre la manufacture en 1750 ; il est spécialisé en bordures et dans la peinture des fleurs. Le chef d'atelier des couleurs est alors Hendrick van Hulst, actif de 1750 à 1753, son successeur est Jean-Baptiste-Étienne Genest de 1752 à 1789, spécialiste des fleurs et des figures. Cette année-là, un des actionnaires, Philibert de Parseval, vend ses deux actions à Didier de Saint-Martin. André Vincent Vieillard est responsable de l'application des putti et des motifs d'oiseaux. L'essentiel des ventes provient de la production de petites statues émaillées et des fleurs. Vraisemblablement entre 1749 et 1751, est mis au point un mordant pour les fonds.[réf. nécessaire]
Le responsable des couleurs, Jean-Mathias Caillat, vend en 1753 le secret de la « composition des couleurs et de l'or » à la manufacture de Chantilly et, semble-t-il, à celle de Tournai aussi, ce qui lui vaut d'être emprisonné.[réf. nécessaire]

### La manufacture royale
Orry de Fulvy meurt le 3 mai 1751 et, en 1752, le privilège de Charles Adam est transféré au fermier général Eloy Brichard qui obtient de nouvelles garanties et participe aux bénéfices pour un tiers. Philibert de Parseval redevient actionnaire. Parmi les actionnaires se trouve aussi Pierre Calabre, conseiller et écuyer du roi.[réf. nécessaire]
Le roi prend une participation pour un quart du capital et la fabrique devient manufacture royale, les produits étant dénommés « Porcelaines de France ».[réf. nécessaire]
En 1752, Jean Hellot est nommé commissaire du roi à la manufacture par le roi et, en sa qualité de directeur de l'Académie des sciences, est chargé d'améliorer les procédés et les techniques de fabrication. Il met au point le procédé de pose des fonds colorés et enrichit la palette : il obtient le « bleu de roi » (1751) (bleu foncé) et le « bleu lapis » (1752) à partir d'une fritte à base de cobalt appliquée directement sur le biscuit, revêtue après cuisson d'une couverture plombifère ; le « bleu céleste » (bleu turquoise) tiré du cobalt, sans craquelure, et le violet (1753) ainsi que le vert (1756) mais qui existait déjà dès 1747 pour les fonds.[réf. nécessaire]
Jean-Jacques Bachelier est nommé directeur artistique en 1751. Il apporte également des modifications à la décoration des pièces. Robert Millot est le chef des fours.[réf. nécessaire]
Jacques-René Boileau, responsable de la comptabilité depuis 1750[réf. nécessaire],, négocie en 1753 avec Paul Adam Hannong,, pour obtenir le secret de fabrication de la porcelaine de Saxe. Paul Hannong demande 100 000 livres au comptant et une rente viagère de 12 000 livres, et affirme que la matière première dont il se sert est présente sur le territoire français ; or la manufacture de Strasbourg acquiert cette matière première non de France mais de Passau, et son exportation hors d'Allemagne est très coûteuse sinon interdite. C'est probablement cette pierre d'achoppement, plus que le prix élevé de l'acquisition du savoir faire, qui met fin aux négociations. Car toutes les carrières de kaolin connues à l'époque se trouvent en rive droite du Rhin et bien gardées. De plus, de graves dissentiments s'élèvent entre Boileau et Hannong ; en 1754 Boileau obtient un arrêt interdisant à Hannong de continuer sa fabrication. Hannong passe la frontière et s'établit à Frankenthal, sous la protection de l'électeur palatin.
Cette époque est également marquée par le retour de Gilles Dubois avec Henri Florentin Chanou I, qui arrivent de la manufacture de porcelaine de Tournai, avec le secret de la porcelaine dure. Ils sont en fait les espions de François Joseph Peterinck et viennent également pour débaucher les ouvriers hautement qualifiés. Deux sculpteurs partent : Jean-Pierre Varion, qui est arrêté, et Jean Chaponnet, qui parvient à Tournai en 1753. Dans ces années là, la plupart des pièces pour le Turc sont vendues au marchand mercier Aulagnier. À partir de 1753, le point est remplacé par la lettre « A » pour 1753, « B » pour 1754, « AA » pour 1778, « BB » pour 1779, etc.[réf. nécessaire]

### Succès et départ pour Sèvres
Louis XV reçoit le 24 décembre 1753 la première livraison de son service à fleurs bleu céleste, qu'il a commandé en 1751 pour Versailles. Il le fait exposer chez son marchand mercier Lazare Duvaux, bijoutier ordinaire du roi dans la rue Saint-Honoré (Paris). Le reste de la livraison s'échelonne jusqu'en 1755. Louis XV vend 140 pièces de ce service en 1757 à Étienne François de Choiseul, comte de Stainville-Beaupré, par l'intermédiaire de Duvaux.[réf. nécessaire]
En 1754, l'impératrice de Russie commande un service de table orné d'imitations de camées antiques, qui coûte 360 000 livres. Louis XV commande un service pour Fontainebleau, le Camaïeu carmin, qui lui est livré en 1756.[réf. nécessaire]
De cette façon et en payant à prix d'or les techniciens et artistes, la manufacture devint rapidement la première de France et d'Europe. L'atelier des couleurs, pour la peinture sur porcelaine, occupe près de cinquante artistes en 1756.[réf. nécessaire]
Devant le succès de l'entreprise, les locaux s'avèrent rapidement exigus, incommodes et dispersés, et il n'est pas envisageable de les agrandir. La décision est prise de les transférer sur le site de Sèvres.[réf. nécessaire]
Au mois d'août 1756, deux cents ouvriers quittent Vincennes avec leurs familles à bord de 186 voitures, transportant leurs effets et ustensiles à Sèvres. Le souverain offre cette année-là un service à fond vert et décors floraux au roi du Danemark.[réf. nécessaire]

### Une courte succession: Hannong et Des Aubiez
Après le transfert de la manufacture royale à Sèvres, le château de Vincennes connaît une seconde fabrique de céramique après l'échec de la fabrique d'armes. En 1766 selon Tainturier, ou le 31 décembre 1767 selon Garnier, les locaux sont loués à Maurice des Aubiez et la nouvelle manufacture est dirigée par Pierre Antoine Hannong (fils de Paul-Adam Hannong et petit-fils de Charles-François Hannong, des manufactures de Strasbourg et d'Haguenau) avec privilège de vingt ans pour la fabrication de faïence et porcelaine à la façon de Strasbourg. 

La durée de vie de cet établissement est courte et sa production insignifiante. Ses Aibiez et Hannong sont accusés de chercher à débaucher des ouvriers de la manufacture de Sèvres et de Sartines menace de faire fermer leur établissement mais finalement se contente d'une soumission par laquelle Des Aubiez et Hannong s'engagent à n'employer que des ouvriers dûment congédiés, quelle que soit leur nationalité. 

À la fin de 1771 la situation de l'entreprise est très précaire, bien que Hannong affirme pouvoir acquitter ses dettes par les appointements arriérés auxquels il avait droit et sa pension de 1 200 francs. Mais ses associés, las des appels de fond, l'obligent à cesser ses travaux. Il essaie de former un nouvel établissement pour son compte mais ne parvient pas à le mettre en pleine activité. Puis il trouve des commanditaires pour créer une autre manufacture de porcelaine rue du Faubourg Saint-Denis à Paris, un établissement qui est plus tard connu comme la manufacture du comte d'Artois. Hannong n'y reste que quelques années, et cette manufacture du Faubourg Saint-Denis prospère sous la direction de Bourdon-Desplanches. Pierre-Antoine Hannong réapparait dans les archives de Sèvres en août 1793 pendant la Terreur : en réparation des torts causés à sa famille par les ministres de la royauté déchue, il réclame le poste de directeur de la manufacture de Sèvres - ce contre quoi Jean Darcet, président de l'académie des sciences cette année-là et qui a lui aussi travaillé sur la méthode de fabrication de la porcelaine, s'élève avec grande énergie.

## Artistes collaborateurs: peintres, sculpteurs et doreurs
- Jean-Jacques Antheaume, peintre actif en 1752 et de 1754 à 1756 à Vincennes et à Sèvres de 1756 à 1758.
- Louis Denis Armand l'Aîné, actif de 1748 à 1756 puis à Sèvres. Peintre de figures, paysages, animaux et des oiseaux à partir de 1758.
- Jean-Jacques Bachelier (1724-1806), actif en qualité de peintre et directeur artistique de 1751 à 1756 puis à Sèvres.
- Charles-François Becquet, actif de 1748 à 1756, puis à Sèvres.
- Jean-Mathias Caillat, peintre en préparation de couleurs actif de 1745 à 1750, puis transfuge à Tournai, retour de 1751 à 1752.
- Madame Caillat, préposée aux couleurs et à l'or en 1750.
- Camus, actif en 1752 et 1753.
- Antoine Capelle, peintre chargé du four de peinture, actif de 1745 à 1756, puis à Sèvres jusqu'en 1800.
- Marie Louise Capelle, née Sorin, active de 1749 à 1756 et à Sèvres jusqu'en 1763.
- Jacques Chapelle, modeleur en porcelaine, sculpteur actif en 1745.
- Claude Joseph Cardin, peintre actif de 1750 à 1756, puis à Sèvres jusqu'en 1787.
- Jean Chabry père, sculpteur actif de 1749 à 1756, puis à Sèvres jusqu'en 1776.
- Henri Florentin Chanou I cadet, sculpteur actif de 1746 à 1756 puis à Sèvres jusqu'en 1760.
- Jean Bonnaventure Chanou jeune, sculpteur actif de 1746 à 1754.
- Jean Chaponnet, sculpteur, transfuge à Tournai en 1753.
- Antoine Raymond Commarieux, dit Raymond, peintre aux fonds de couleurs, actif de 1752 à 1756, puis à Sèvres de 1756 à 1757.
- Charles Antoine Cuvillier, peintre aux couleurs actif de 1754 à 1756 puis à Sèvres jusqu'en à 1769.
- Charles-Nicolas Dodin, (1734-1803), actif de 1754 à 1756, puis à Sèvres.
- Jean-Claude Duplessis père, orfèvre et bronzier, dessinateur de vases et de montures, actif de 1740 à 1756. Créateur de formes nouvelles du service "Bleu céleste", le premier service créé par Sèvres[19].
- Nicolas Gauron, modeleur actif en 1754, part à Tournai.
- Jean-Baptiste-Étienne Genest, actif de 1752 à 1756, puis à Sèvres jusqu'à sa mort en 1789.
- Claude Humbert Gérin, chef d'atelier des anseurs becteurs de 1741 à 1750 et inventeur du four à avancement de peinture en 1748.
- Henriette Gravant, née Mille, épouse de Louis François, dirige la fabrique de fleurs de 1745 à 1755.
- Louis Gravant, neveu de Louis François, tourneur de 1746 à 1755-1756 et 1756 à 1760 à Sèvres.
- Louis François Gravant, préparateur des pâtes de 1741 à 1756 puis à Sèvres de 1756 à 1765.
- Louis François Gravant (fils), apprenti tourneur en 1749, préparateur des pâtes de 1764 à 1775 à Sèvres.
- Jean Hellot, directeur de l'Académie des sciences, créateur de la couleur bleu céleste.
- Hendrick van Hulst, chef d'atelier des couleurs, actif de 1750 à 1753, mort en 1754.
- François Levavasseur, actif de 1753 à 1756 puis à Sèvres.
- Liot, chef d'atelier de peinture en 1747-1748.
- Jean Adam Mathieu, émailleur du roi, responsable des formes et essais de 1741 à 1746.
- Jean Adam Mathieu, émailleur du roi, chargé des formes et essais 1745-1746.
- Morin.
- Vincent Taillandier (1736-1790), actif de 1755 à 1756 puis à Sèvres.
- Pierre-Henri Taunay.
- Louis Jean Thévenet, actif de 1741 à 1756, puis à Sèvres.
- Jean-Pierre Varion, sculpteur, transfuge à Tournai en 1752.
- André Vincent Vieillard, père (1717-1790).
- Philippe Xhrouet, peintre actif de 1750 à 1756 puis à Sèvres jusqu'en 1775.

## Œuvres dans les collections publiques
Aux États-Unis
- Baltimore, Walters Art Museum :

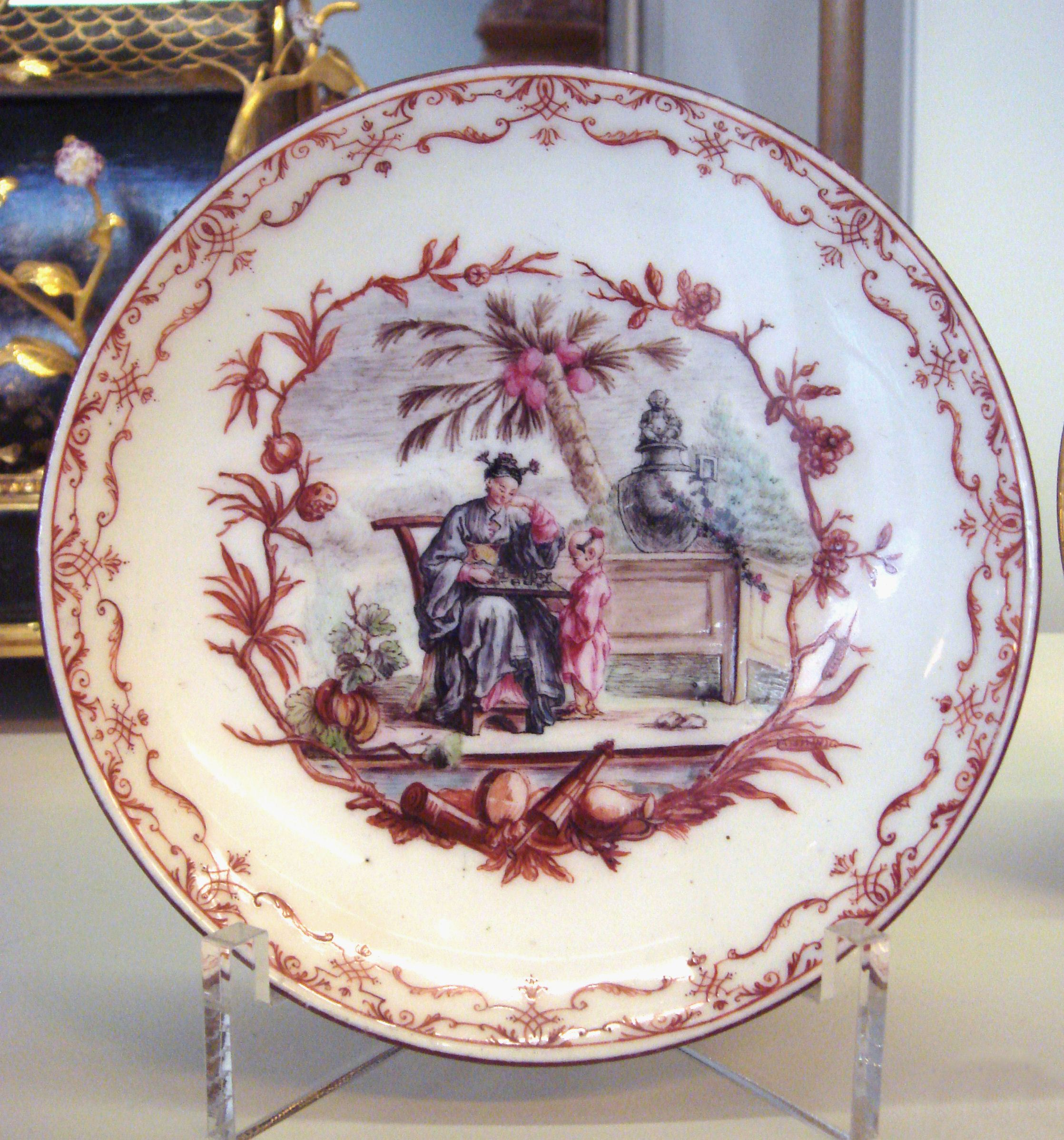
Assiette en porcelaine tendre, décor orientalisant (1749-1753), Paris, musée des arts décoratifs.

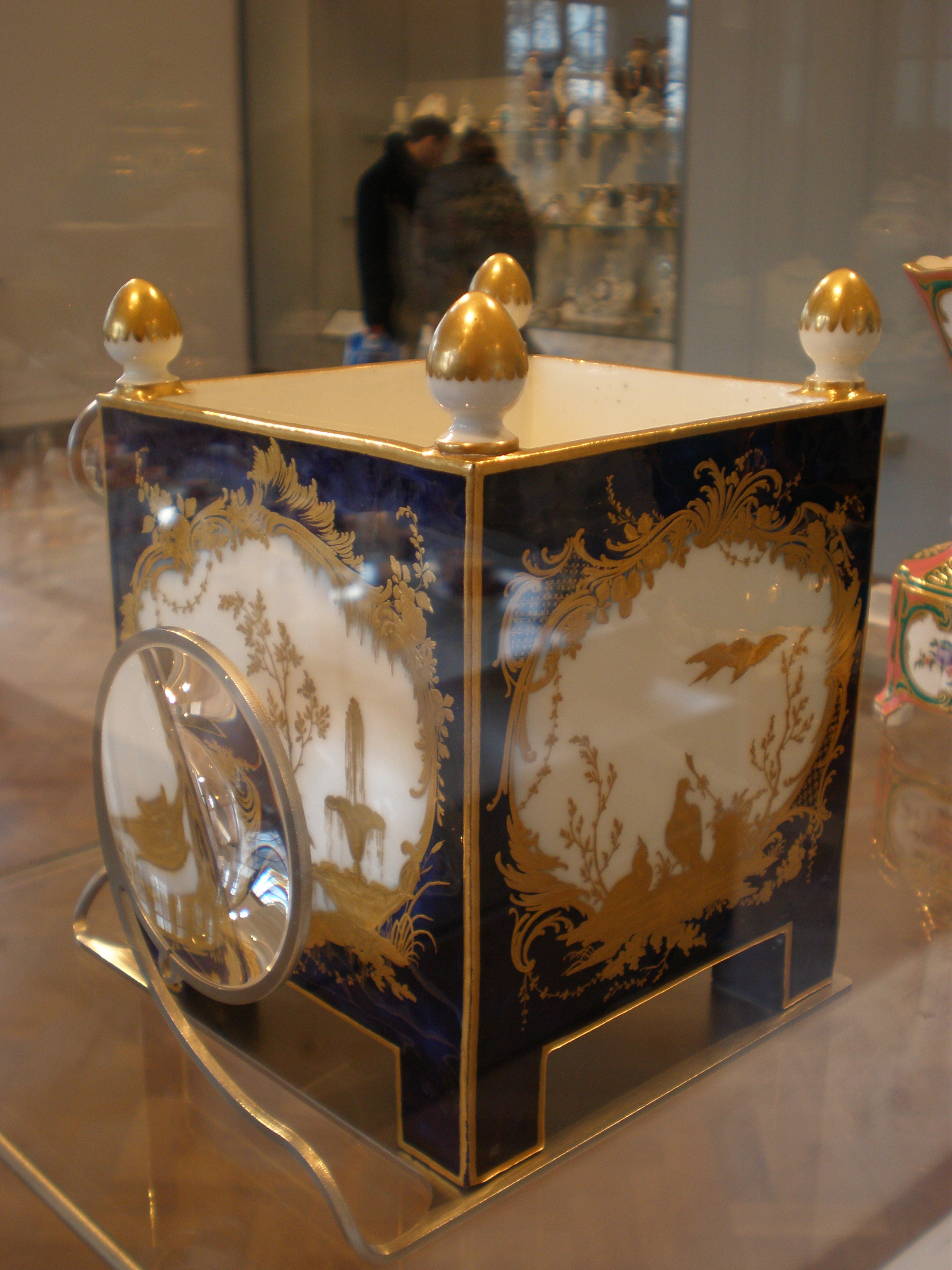
Cache-pot en porcelaine Vincennes (vers 1753), Paris, musée des arts décoratifs.

  - Petit vase, 1745, porcelaine tendre, hauteur : 15,8 cm, décor polychrome de fleurs en reliefs, n° inv : 48670 ;
  - Tasse et soucoupe à chocolat, 1753, porcelaine tendre décor jaune scènes de putti et de trophées d'après des dessins de François Boucher, 12,5 × 18,5 cm, n°inv : 48.2272 ;
  - Tasse et soucoupe, 1754, porcelaine tendre, décor putti peint en rouge grisaille avec bleu céleste, 8,2 × 15,1 cm, n°inv : 48.658 ;
  - Vase en forme de cloche, 1755, porcelaine tendre, décor polychrome avec putti dans un cartel, dominante vert et or, pied en coquille, n°inv : 48.656.
- Boston, musée des beaux-arts de Boston : Tasse et soucoupe, 1754, porcelaine tendre polychrome, décor floral au centre, bleu et or, 7 × 9 × 6,2 cm, n°inv : 34.1345.a et b.
- Cleveland, Cleveland Museum of Art :
  - Bol avec couvercle, 1745, porcelaine tendre, 8,1 × 16,2 cm, décor polychrome, n°inv : 1944.225 a et b ;
  - Soupière et son couvercle, 1752, porcelaine tendre, décor polychrome d'oiseaux et de fleurs, pièces en reliefs sur le couvercle, 25,75 × 38,5 cm, n°inv : 1952.3 a et b.
- Dallas, Dallas Museum of Art : Saladier, 1752, porcelaine tendre émail et dorure, 10,64 × 28,57 cm, n°inv : 1991.39.FA.
- Los Angeles, Los Angeles County Museum of Art : Vase jardinière, 1754, porcelaine tendre, 12,6 × 28,8 × 14,29 cm, décor polychrome de fleurs avec fond bleu, n°inv : AC1992.49.1.
- New York, Metropolitan Museum of Art : Seau à bouteilles, 1753, porcelaine tendre, 19,7 × 26 × 20,5 cm, fond bleu céleste, service de table commandé par Louis XV, n°inv : 1970.230.4.
- San Francisco, musée des beaux-arts : Vase avec bouquet de fleurs en porcelaine, 1745, une paire avec chiens assis à la base, porcelaine tendre et dure, 21,6 cm, n°inv : 1945.573.3 et 573.2.

En France
- Fontainebleau, château de Fontainebleau : Service camaïeu carmin, commandé par Louis XV en 1756.
- Paris :
  - musée des arts décoratifs :
    - Assiette à six angles, 1752, porcelaine tendre décor sur couverte en camaïeu pourpre et dorure, 24,5 × 3,6 cm, n°inv : 8833 ;
    - Écuelle à vigne et plateau à ornements, 1752, porcelaine tendre, décor en émail sur couverte et dorure, n°inv : 995.18.1.1.3
    - Moutardier "ordinaire" et plateau, 1753-54, porcelaine tendre, dorure, n°inv : 11332
    - Assiette gaufrée, 1756, porcelaine tendre, décor sur couverte, dorure, 2,8 × 25,2 cm, n°inv : 4786.

  - musée du Louvre :
    - Pots pourris à dauphins, 1755, porcelaine tendre, une paire, n°inv : OA11300 et OA11301 ;
    - Vase à dauphins, 1755, porcelaine tendre, anses en bronze doré, par Charles-Nicolas Dodin, n° inv : OA 11299 ;
    - Compotier rond du service "Bleu céleste", porcelaine tendre[n 9],[20].
- Sèvres, musée national de Céramique :
  - Neptune et Amphitrite, 1748, groupe en porcelaine tendre et dure, biscuit, bronze, 28 × 31 cm, n°inv : MNC 28503 ;
  - Vase Parseval, 1752, porcelaine tendre à décor polychrome de branches fleuries à contours soulignés, marque peinte « LL » avec un point central, 8,8 cm, n°inv : MNC23068.1 ;
  - Vase Hollandais, dit jardinière à plantes dent de loup, 1754, porcelaine tendre peinture d'après Boucher par André Vincent Vieillard père, camaïeu bleu doré à l'or, n°inv : MNC 231180-2 ;
  - Plat du service de table "Bleu céleste" de Louis XV[21].
- Versailles, château de Versailles :
  - Moutardier couvert et son plateau, 1753, porcelaine tendre, décor de fleurs polychromes et d'oiseaux. Plateau : 16,9 × 14 × 3,9 cm, pot : 6,5 × 9,1 cm avec anse, n°inv : V 6058 .1 et 2[22]. Il faisait partie d'une série de six livrée pour Louis XV à Versailles le 24 décembre 1753 et appartenant au célèbre service Bleu céleste à fleurs commandé en 1751. Louis XV voulut que ce service fût exposé chez Lazare Duvaux marchand bijoutier ordinaire du roi à Paris.
  - Assiette du service "Bleu céleste"[23],[n 10].
  - Plateau corbeille du service "Bleu céleste"[24],[n 11].
  - Terrine  du service "Bleu céleste"[25],[n 12] ;
  - Plat d'entremets du service "Bleu céleste" : plat rond, polylobé, 31,5 cm, marly bleu céleste avec trois cartouches à fond blanc garni chacun d'une guirlande de fleurs et de groseilles en relief[26],[n 13] ;
  - Assiette du service "Bleu céleste"[n 14] ;
  - Plat d'entremets du service "Bleu céleste", plat rond, polylobé, 32,2 cm, marly bleu céleste avec quatre cartouches à fond blanc garnis chacun d'une guirlande de fleurs. Le centre du plat est décoré d'un bouquet de fleurs et de fruits, ainsi que d'un oiseau en vol. Il faisait partie de la livraison de 1754[n 15] ;
  - Jatte à punch du service "Bleu céleste[27],[n 16] ;
  - Compotier carré du service "Bleu céleste", numéro d'inventaire : 2014-14[28],[n 17] ;
  - Corbeille ronde du service "Bleu céleste une paire et une corbeille ovale[29],[n 18].
- Vincennes, hôtel de ville : service à thé et assiettes' en porcelaine tendre, objets classés par arrêté du 19 juillet 2000.

En Italie
- Florence, palais Pitti, musée de l'Argenterie : Vase Parseval, 1745, porcelaine tendre, 6,2 cm, marque peinte « LL » entrelacés avec un point au-dessus et un point en dessous. Ce vase sans ressaut faisait partie d'une série de six pièces.

Au Royaume-Uni
- Londres, British Museum : Vase Parseval, 1748, porcelaine tendre à décor polychrome floral avec filets d'or, 11,75 cm, marque « LL » entrelacés avec un point.